# Josip Peričić
Josip Peričić (Sukošan, 15. veljače 1833. – Zadar, 26. siječnja 1901.) bio je hrvatski profesor, književnik i preporoditelj. 

## Životopis
Završio je gimnaziju i studij klasične filologije u Padovi (1857.) i Slavenske studije u Beču (1861.). Kao profesor i ravnatelj gimnazija službovao u Splitu kao suplent, kao upravitelj u Kotoru, Dubrovniku i kao upravitelj u Zadru. Godine 1887. postavljen je za nadzornika pučkih škola i preparandija u Dalmaciji. Kao vladin predstavnik u Dalmatinskom saboru dao je obol Hrvatskom narodnom preporodu u toj pokrajini.
Bavio se književnim radom i pisao prigodne pjesme. Spjevao je ep Tegetthof i dalmatinsko junaštvo 1866. godine. Prevodi s grčkog i s latinskog. Ponašio je i objavio Platonov Razgovor i Zakonu se valja pokoravati, te Horacijevu Poslanicu Pizonima o pjesništvu. Neki su mu radovi ostali u rukopisu. Uspostavio je zakladu u svrhu školovanja siromašnih nadarenih mladića rodnog mjesta. Zaklada je bila uglavljena i u Rapallski ugovor 1920. godine.

## Vanjska poveznica
- Djela Josipa Peričića u Nacionalnoj i sveučilišnoj knjižnici